# Am Abend aber desselbigen Sabbats
Am Abend aber desselbigen Sabbats (BWV 42) – kantata Johanna Sebastiana Bacha przeznaczona na pierwszą niedzielę po Wielkanocy (Quasimodogeniti). Premiera odbyła się 8 kwietnia 1725. Za życia Bacha była wykonywana jeszcze przynajmniej dwa razy: 1 kwietnia 1731 oraz albo 1 kwietnia 1742 albo 7 kwietnia 1743.

## Części kantaty
1. Sinfonia
2. Recytatyw Am Abend aber desselbigen Sabbats
3. Aria Wo zwei und drei versammlet sind
4. Aria (duet) Verzage nicht, o Häuflein klein
5. Recytatyw Man kann hiervon ein schön Exempel sehen
6. Aria Jesus ist ein Schild der Seinen
7. Chorał Verleih uns Frieden gnädiglich

## Obsada
- sopran, alt, tenor, bas
- chór czterogłosowy
- 2 oboje
- fagot
- 2 skrzypiec
- viola da braccio
- wiolonczela
- basso continuo